# Knyszyn (plaats)
Knyszyn is een stad in het Poolse woiwodschap Podlachië, gelegen in de powiat Moniecki. De oppervlakte bedraagt 23,68 km², het inwonertal 2844 (2005).

## Verkeer en vervoer
- Station Knyszyn